# Tribo de Atuadores Ói Nóis Aqui Traveiz
A Tribo de Atuadores Ói Nóis Aqui Traveiz é um grupo teatral brasileiro baseado em Porto Alegre, estado do Rio Grande do Sul. Desenvolve uma linha de atuação experimental e interativa, tendo um interesse central pela conscientização política do público, almejando a reforma da sociedade através de uma arte inquieta, inquisitiva e desafiadora dos cânones consagrados e das posturas cristalizadas. Apesar de enfrentar o rechaço de setores do público mais conservadores, sua atividade vem sendo reconhecida através de estudos acadêmicos, resenhas críticas favoráveis e numerosos prêmios.

## Atividade
O grupo foi idealizado em 1977 por Julio Zanotta e Paulo Flores, com a contribuição inicial de Rafael Baião. Na época Zanotta já era dramaturgo, e Flores e Baião eram estudantes do curso de teatro da UFRGS. Estavam em busca de uma forma de atuação teatral que trabalhasse temáticas políticas para um público popular, diferente das práticas do Teatro de Arena e outros centros do "teatro engajado" da época. Para eles, as apresentações do Teatro de Arena não exerciam um impacto suficientemente transformador sobre a sociedade, pois ficavam muito limitadas ao texto, sem questionar também a forma de encenação, e eram voltadas para um público jovem intelectualizado de classe média que mantinha um discurso de contestação do sistema mas não lutava por implementar mudanças efetivas em seu dia a dia. Para Magdalena Ribeiro de Toledo, "a formação do Ói Nóis Aqui Traveiz encontra-se, assim, profundamente influenciada pelo debate trazido pela contracultura, pela crítica aos modos de participação política estabelecidos pela esquerda tradicional e pelas convenções artísticas a eles atreladas". Logo também ficou claro para eles que o modelo então vigente da profissionalização em teatro, com toda a burocracia e perspectiva de lucro envolvidos, não serviria para a sua proposta, ainda mais em um período em que ainda vigorava a censura governamental sobre as expressões artísticas.

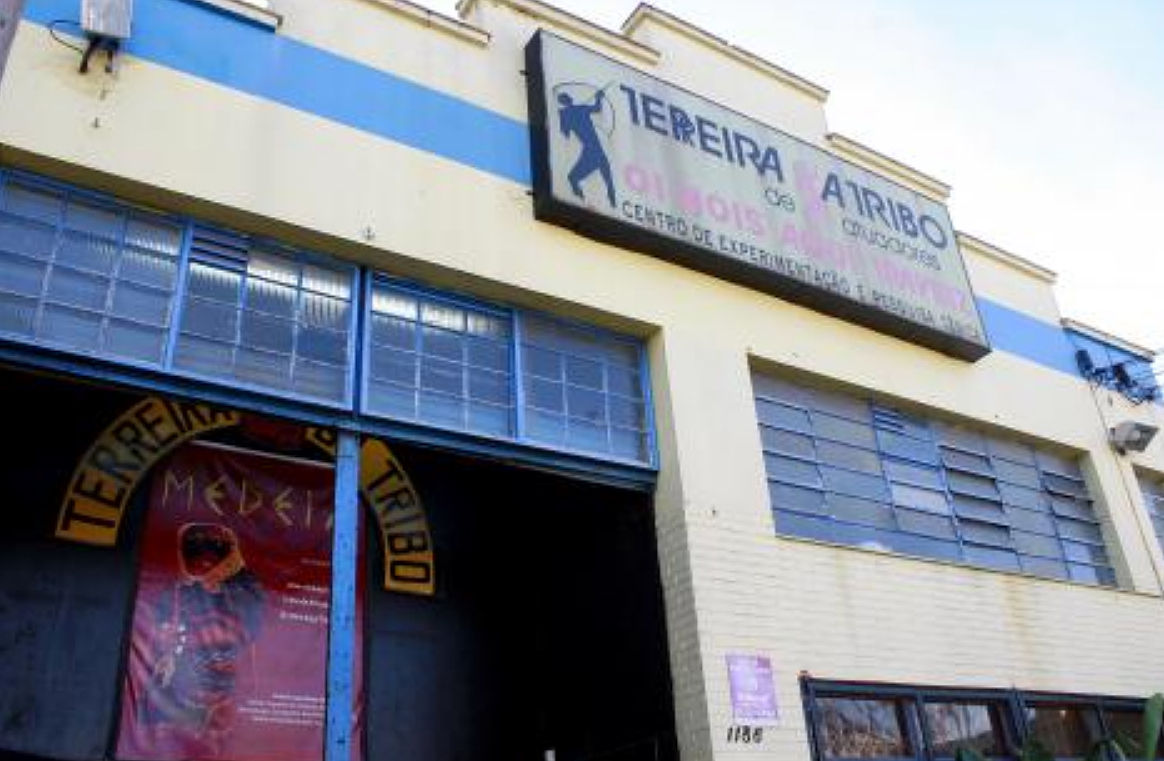
O Teatro Terreira da Tribo em 2014

A primeira apresentação pública ocorreu em 31 de março de 1978, com as peças A Divina Proporção e A Felicidade Não Esperneia Patati Patatá, dois textos curtos que abordavam a desumanização do homem na sociedade consumista. O grupo veio a desenvolver uma linguagem cênica própria que prioriza o experimentalismo e a pesquisa de diferentes formas de articulação entre teatro, artes plásticas, música e temas da cultura. O processo de criação é coletivo. Sua base de atuação é o espaço Terreira da Tribo, mas trabalha ainda o teatro de rua e o teatro educativo para público jovem. Também desenvolve projetos paralelos de documentação histórica, lançando livros e vídeos sobre sua trajetória; uma escola de teatro com oficinas e cursos para formação de atores, além de manter um banco de dados com material variado sobre outras companhias. Paralelamente à atividade propriamente teatral, a Tribo de Atuadores é uma presença assídua em manifestações públicas contestatórias e reivindicatórias.
Recebeu influências importantes do Teatro Oficina, do teatro ritual de Antonin Artaud, do Living Theatre dos Estados Unidos, e da obra de Fernando Arrabal, Jerzy Grotowski e Bertolt Brecht. Suas apresentações envolvem a interação direta com o público, instigando-o a participar do ato criativo. As montagens muitas vezes têm um forte caráter político, almejando abrir discussões sobre temas contemporâneos importantes. Para isso podem usar textos consagrados como ponto de partida para adaptações, que em seu caráter transgressor e não-linear, colocando-se claramente na via da contracultura, transformam o texto mas mantêm um foco no tema central dos originais. Noutras vezes se valem de tradições populares sem se prender estritamente ao folclórico. Neste processo, o texto se torna apenas um dos elementos construtores da encenação, que se reveste de muitos conteúdos novos. Suas encenações não raramente chocam o público, deliberadamente procurando libertar as pessoas das amarras e constrangimentos sociais. O próprio espaço Terreira da Tribo não usa um palco tradicional, abolindo a separação entre público e atores. Para a pesquisadora Magdalena Toledo, o trabalho do grupo é marcado pela "busca da transformação da sociedade que passa por uma modificação profunda do indivíduo. A partir daí é possível perceber o teatro como um meio para essa modificação". Paulo Flores, um dos fundadores, resumiu os princípios diretivos do grupo:

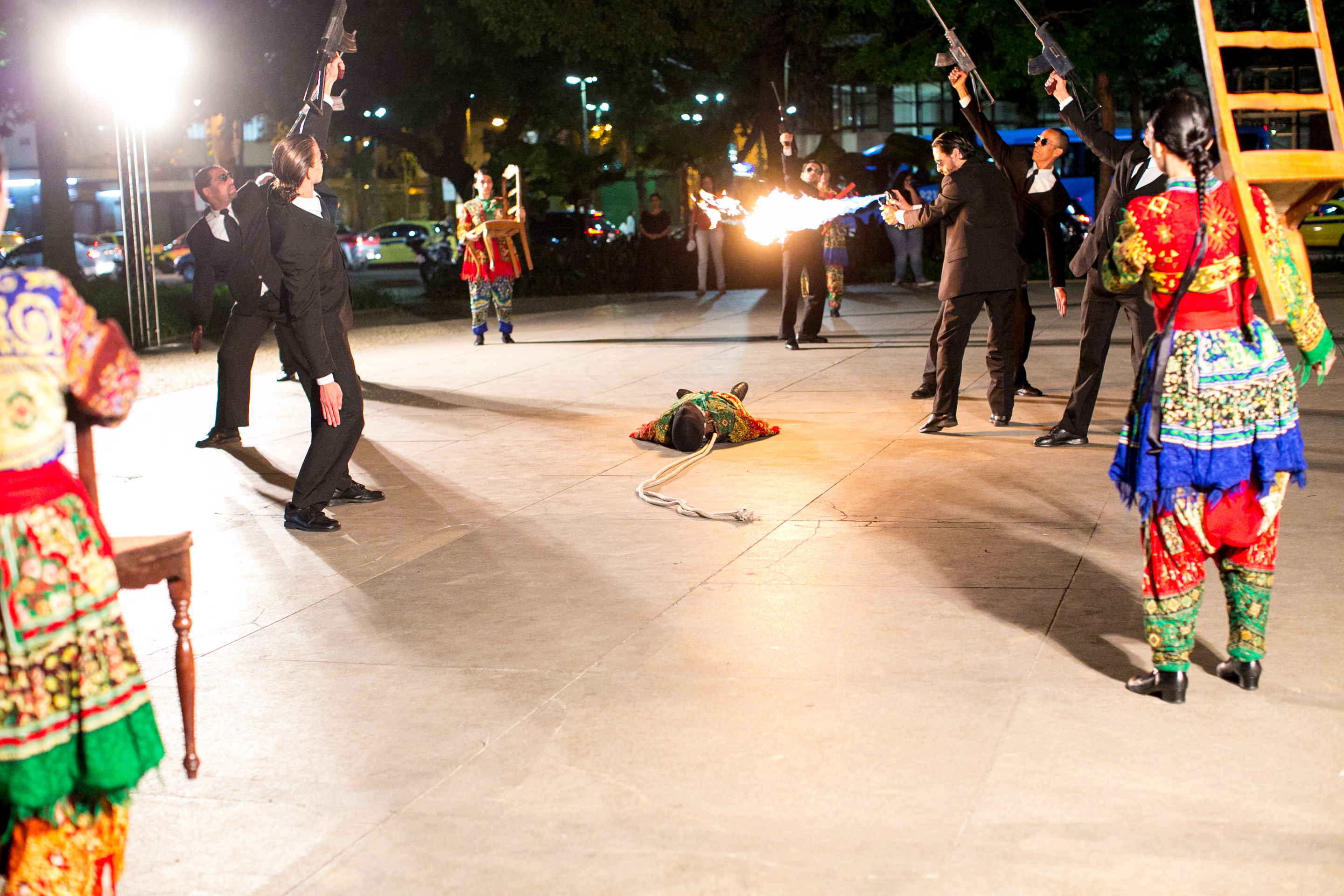
Apresentação no lançamento da Política Nacional das Artes pelo Ministério da Cidadania, Rio de Janeiro, 2015

"Fundamentado nos princípios de solidariedade, autogestão e anarquismo, no início dos anos 1980 o Ói Nóis Aqui Traveiz adotou o termo Tribo de Atuadores, que sugere uma nova sociedade, baseada na vivência em comunidade e na valorização das relações diretas e da responsabilidade individual. É nesse momento que nasce o teatro de rua da Tribo com as primeiras intervenções cênicas em manifestações ecológicas e pacifistas. A partir daí o Ói Nóis Aqui Traveiz não saiu mais da rua. Antimilitarismo, denúncia de agrotóxicos, luta contra o racismo, defesa dos povos indígenas; em todos os momentos de mobilização política, em atos de repúdio à injustiça social e à violência institucionalizada, a Tribo estava presente, em defesa terna e intransigente de uma humanidade criativa e solidária".
Diz a pesquisadora Janaína Aguillera:
"Transgressor e libertário são palavras permanentemente presentes na história da Tribo, que teve em seu início a influência do Teatro Oficina e o te-ato, que foi uma proposta de radicalização da cena, onde se toma o ator como atuador e o teatro como te-ato, conceitos que surgiram como alegoria ao processo de questionamento do teatro comercial, alternando os valores de criação do grupo e propondo um teatro com bases coletivas, numa forma anárquica de organização que nega a autoridade cerceadora na criação cênica. [...] A tribo tem essa coletividade como modelo de gestão e sem dúvida é um dos pilares mais sólidos para sua existência, bem como a negação do teatro burguês".

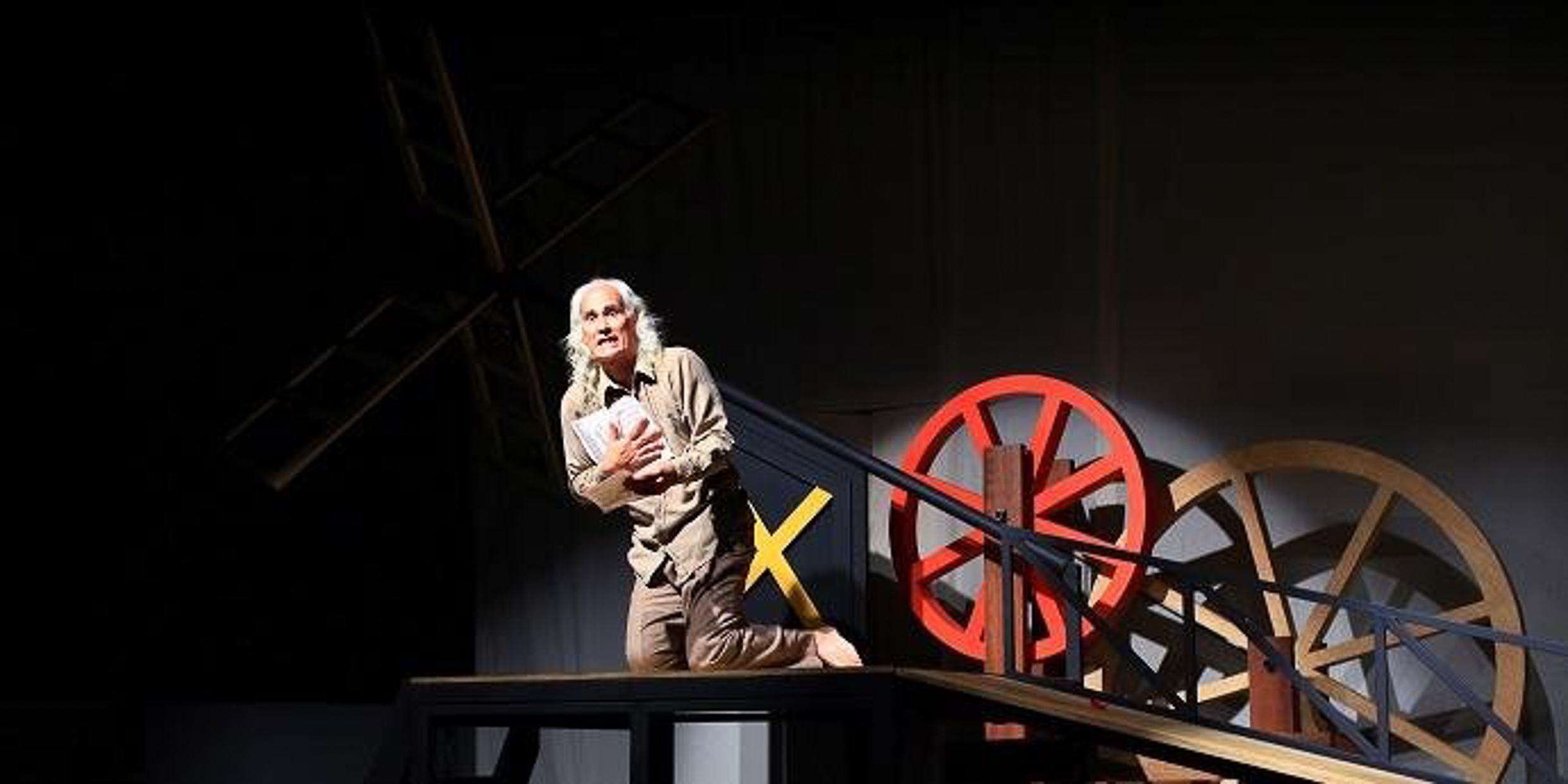
Cena da peça Meierhold, 2019

Já fez turnês pelo Brasil e segundo Dirceu Alves Junior é um dos principais grupos de pesquisa em teatro do país. No teatro de rua, segundo Aguillera, é uma referência internacional, sendo frequentemente convidado para relatar suas experiências em conferências. Para o crítico Deco Rodrigues, "durante três décadas a Tribo de Atuadores Ói Nóis Aqui Traveiz construiu uma trajetória que marcou definitivamente a paisagem cultural do Brasil. Com a iniciativa de subverter a estrutura das salas de espetáculos e o ímpeto de levar o teatro para a rua, abriu novas perspectivas na tradicional performance cênica do sul do país. [...] Seu centro de produção, a Terreira da Tribo de Atuadores Ói Nóis Aqui Traveiz, ocupa lugar de destaque entre os espaços culturais do Estado, sendo igualmente apontada como uma referência de âmbito nacional".
Porém, seu trabalho pouco convencional muitas vezes desperta rechaço e desconfiança. Para o crítico Valmir Santos, a Tribo faz sua história através da crítica social e política e "consolida posturas humanistas e artísticas indissociáveis". Ele continua, dizendo: 
"Nos imaginários porto-alegrense e nacional, a Tribo de Atuadores angaria desafetos políticos, à esquerda e à direita, ao posicionar-se com firmeza quer nas plenárias do Orçamento Participativo quer nos encontros com seus pares de outros Estados. É um grupo que incomoda e faz páreo com José Celso Martinez Corrêa na capacidade de articulação junto à sociedade para cativar outros atores sociais e políticos em prol dos ideais que apregoa. Já no campo das escolhas formais e temáticas, a dissidência arrefece. Afinal, o horizonte da arte tende a ser mais libertário do que o dos homens. No Ói Nóis, é inescapável a coerência do discurso com a prática".

## Prêmios

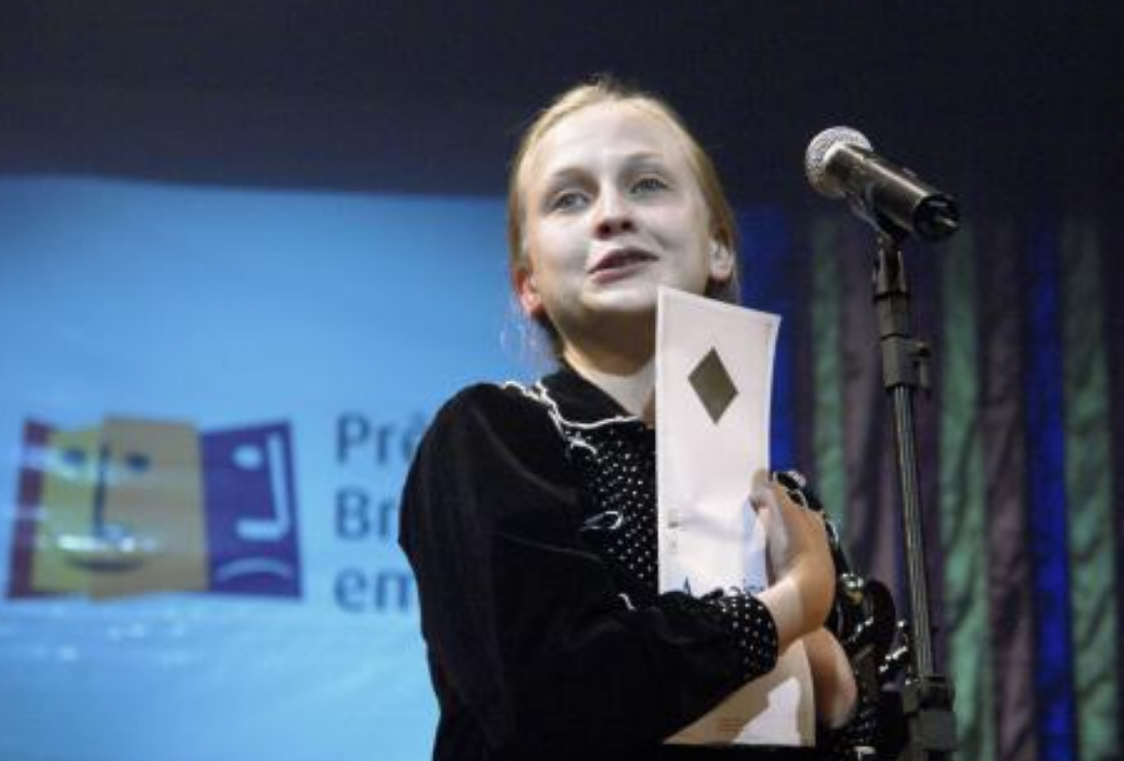
Representante do grupo recebendo o Prêmio Braskem de melhor espetáculo gaúcho no festival Porto Alegre em Cena, pela peça A Missão, 2007

Lista incompleta com algumas premiações recebidas:
- Homenagem no 15º Festival Porto Alegre em Cena.[4]
- Cinco Prêmios Açorianos pela montagem Fim de Partida, a partir de texto de Samuel Beckett.[4]
- Três Prêmios Açorianos pela montagem O Amargo Santo da Purificação (Melhor Espetáculo, Melhor Figurino e Melhor Produção).[9]
- Nove Prêmios Açorianos pela montagem Medeia Vozes, a partir do clássico de Eurípides.[10]
- Prêmio Shell de Teatro na Categoria Especial pela montagem Kassandra in Process, adaptação do romance de Christa Wolf e fragmentos de outros autores.[4]
- Prêmio Braskem de Teatro pela montagem A Missão (Lembrança de uma Revolução), com texto de Heiner Müller.[4]
- Prêmio Açorianos e Prêmio Braskem de Melhor Ator para Paulo Flores, por sua atuação em Meierhold, uma adaptação de Variaciones Meyerhold de Eduardo Pavlovsky.[11][12]